# Sacra Famiglia con angeli (Parmigianino)
La Sacra Famiglia con angeli è un dipinto a olio su tavola (110x89 cm) del Parmigianino, databile al 1524 circa e conservato nel Museo del Prado a Madrid.

## Storia
Il dipinto è in genere identificato con il "quadro grande" che Vasari ricordò eseguito da Parmigianino poco prima della sua partenza per Roma, e che descrisse come «la Nostra Donna col Figliuolo in collo che toglie in grembo ad un angelo alcuni frutti et un vecchio con le braccia piene di peli, fatte con arte e giudizio». Venne regalato a papa Clemente VII, che a sua volta ne fece poi dono a Ippolito de' Medici. All'inizio del seicento l'opera era nella collezione di Pompeo Leoni a Madrid, dispersa dopo la sua morte (1608).
Una copia antica, già nella chiesa di San Quintino a Parma, è oggi alla Rocca di Fontanellato. Nel Cabinet des Dessins del Louvre si conserva uno studio preparatorio con varianti (inv. 6417).

## Descrizione e stile
Sullo sfondo di una foresta tenebrosa, derivata dall'esempio di Correggio, l'artista dipinse la Sacra Famiglia vicino a due angeli, forse un Riposo durante la fuga in egitto. Maria è accovacciata nella metà sinistra e regge il bambino che si divincola, alzando lo sguardo in alto. Dietro di loro sta un anziano Giuseppe con la barba lunga e le braccia incrociate. Gli angeli a destra portano al Cristo fascette di palma, che egli afferra, come simbolo dell'accettazione del suo martirio.
Dinamismo, incrocio di sguardi e gesti e gamma cromatica rimandano all'esempio correggesco, mentre si distaccano le forme allungate e la luce intensa, che crea superfici levigate, quasi smaltate. Il volto appuntito della Madonna ricalca quello di Paola Gonzaga negli affreschi della Stufetta di Diana e Atteone alla Rocca di Fontanellato e anche lo sfondo vegetale ricorda il pergolato di quegli affreschi. Come notato da Vasari non mancano elementi di virtuosismo, come la peluria sul braccio di Giuseppe o le alette piumate dell'angelo in primo piano, anche per la particolare destinazione del dipinto, che doveva fare da biglietto da visita per l'elegante mondo romano.